# Günter Haiden
Günter Haiden (* 21. Juni 1926 in Wald am Arlberg; † 30. August 2004 in Wien) war ein österreichischer Politiker der SPÖ.

## Leben
Haiden beantragte am 17. Februar 1944 die Aufnahme in die NSDAP und wurde zum 20. April desselben Jahres aufgenommen (Mitgliedsnummer 9.851.575).
Nach der Matura im Jahr 1947 studierte Günter Haiden von 1947 bis 1952 an der Hochschule für Bodenkultur (Dipl.-Ing.). In dieser Zeit war er Funktionär des Verbandes Sozialistischer Studenten (1946–1956).
Von 1956 bis 1962 war er als Forstingenieur und Sägeverwalter des Forstgutes Aflenz beschäftigt, von 1962 bis 1972 als Zentralsekretär der Gewerkschaft der Arbeiter in der Land- und Forstwirtschaft, von 1972 bis 1974 als kommerzieller Direktor der Österreichischen Bundesforste.
Haiden war Bezirksvorsteher-Stellvertreter von Wien/Währing 1964–1974, von 1975 bis 1983 Abgeordneter zum Nationalrat, 
von 1974 bis 1976 Staatssekretär im Bundesministerium für Land- und Forstwirtschaft und von 1976 bis 1986 Bundesminister für Land- und Forstwirtschaft. 
Er wurde am Friedhof der Feuerhalle Simmering bestattet (Abt. 1, Ring 2, Gruppe 6, Nr. 9).

## Auszeichnungen
- 1980: Großes Goldenes Ehrenzeichen am Bande für Verdienste um die Republik Österreich[5]